# جود مونیه
جود مونیه (انگلیسی: Jude Monye؛ زادهٔ ۱۶ نوامبر ۱۹۷۳) دونده اهل نیجریه است.
از افتخارات وی متوان به کسب مدال طلا ۴×۴۰۰ متر امدادی در بازی‌های المپیک تابستانی ۲۰۰۰ اشاره کرد.